# Халяль-туризм
Халяль-туризм и отдых — вид туризма, направленный на мусульман, предоставляющий возможность отдыхать в соответствии с нормами ислама. Размещение при халяль-туризме осуществляется в отелях, которые предлагают только безалкогольные напитки, вся еда соответствует стандарту халяль и оснащена раздельной для мужчин и женщин инфраструктурой: бассейны, спа, пляжи и т. д. Основной страной, которая имеет специализированные отели и курорты для мусульман — халяль-отели, является Турция. Отдельные предложения такого вида туризма также есть в Малайзии, ОАЭ, Египте и некоторых других странах.
Кроме перечисленных особенностей, на халяль-курортах объявляются времена намазов и имеются молельные комнаты, а в некоторых даже и мечети. Гостям также предлагаются специальные экскурсионные программы по местам, связанным с историей ислама. Для вечернего время провождения организовываются развлечения и мероприятия в рамках норм ислама.
Многие международные отели обслуживают халяльной едой, приготовленного из мяса животного, забитого в соответствии с шариатом, и не содержащей никаких добавок, запрещенных исламом, таких, как алкоголь. Но не все имеют раздельные для мужчин и женщин зоны.
Маркетинговая организация Euromonitor International на Всемирной Выставке Туризма (World Travel Market) в 2007 году объявила о громадном потенциале халяль-туризма, особенно в страны Ближнего Востока. В этом докладе также говорится, что был бы большой потенциал и у рынка халяльных авиаперелетов, которая могла бы обслуживать пассажиров халяльной едой, уведомлять о времени намазов, предоставлять Коран в карманах сидений и размещать мужчин и женщин в отдельные секции.
В связи с ростом популярности халяль-отели нанимают на работу соответствующих специалистов, способных переводить и обслуживать клиентов-мусульман из разных стран.
Статья о халяль-бизнесе, опубликованной в мае 2013 года всемирно-известным журналом The Economist («Экономист»), гласит: «Развитие халяль-индустрии имеет место не только в производстве халяль-продукции, но и в предоставлении халяль-услуг… компания размещает туристов в курортах Турции, которые имеют раздельные бассейны и пляжи для мужчин и женщин, и обслуживают только халяль-едой и безалкогольными напитками. Также туристы могут арендовать люкс-виллы с закрытыми от посторонних глаз частным бассейном и площадкой для загорания».